# Hierodula sternosticta
Hierodula sternosticta är en bönsyrseart som beskrevs av Wood-mason 1882. Hierodula sternosticta ingår i släktet Hierodula och familjen Mantidae.

## Underarter
Arten delas in i följande underarter:
- H. s. coxalis
- H. s. sternosticta